# Спейс шаттл
«Спейс шаттл» или просто «Шаттл» (англ. Space Shuttle — «космический челнок») — американский многоразовый транспортный космический корабль.
«Шаттлы» использовались в рамках осуществлявшейся с 1969 по 2011 годы НАСА государственной Программы «Спейс шаттл» (в 1969 году названной «Космическая транспортная система» (англ. Space Transportation System, STS)). Подразумевалось, что шаттлы будут «сновать, как челноки» между околоземной орбитой и Землёй, доставляя полезные грузы в обоих направлениях.
Программа по созданию космических челноков разрабатывалась компанией North American Rockwell и группой ассоциированных подрядчиков по поручению НАСА с 1971 года. Разработка и опытно-конструкторские работы велись в рамках совместной программы НАСА и ВВС. При создании системы использовался ряд технических решений для лунных модулей программы «Аполлон» 1960-х годов: эксперименты с твердотопливными ускорителями, системами их отделения и получения топлива из внешнего бака. Всего было построено шесть шаттлов: один прототип и пять лётных экземпляров. Два шаттла, «Челленджер» и «Колумбия», погибли в катастрофах. Полёты в космос осуществлялись с 12 апреля 1981 года по 21 июля 2011 года.
В 1985 году НАСА планировало, что к 1990 году будет совершаться по 24 старта в год, и каждый из кораблей совершит до 100 полётов в космос. На практике же они использовались значительно реже — за 30 лет эксплуатации было произведено 135 пусков (во время двух из которых произошли катастрофы). Больше всего полётов (39)  совершил космический челнок «Дискавери».

## Общее описание системы

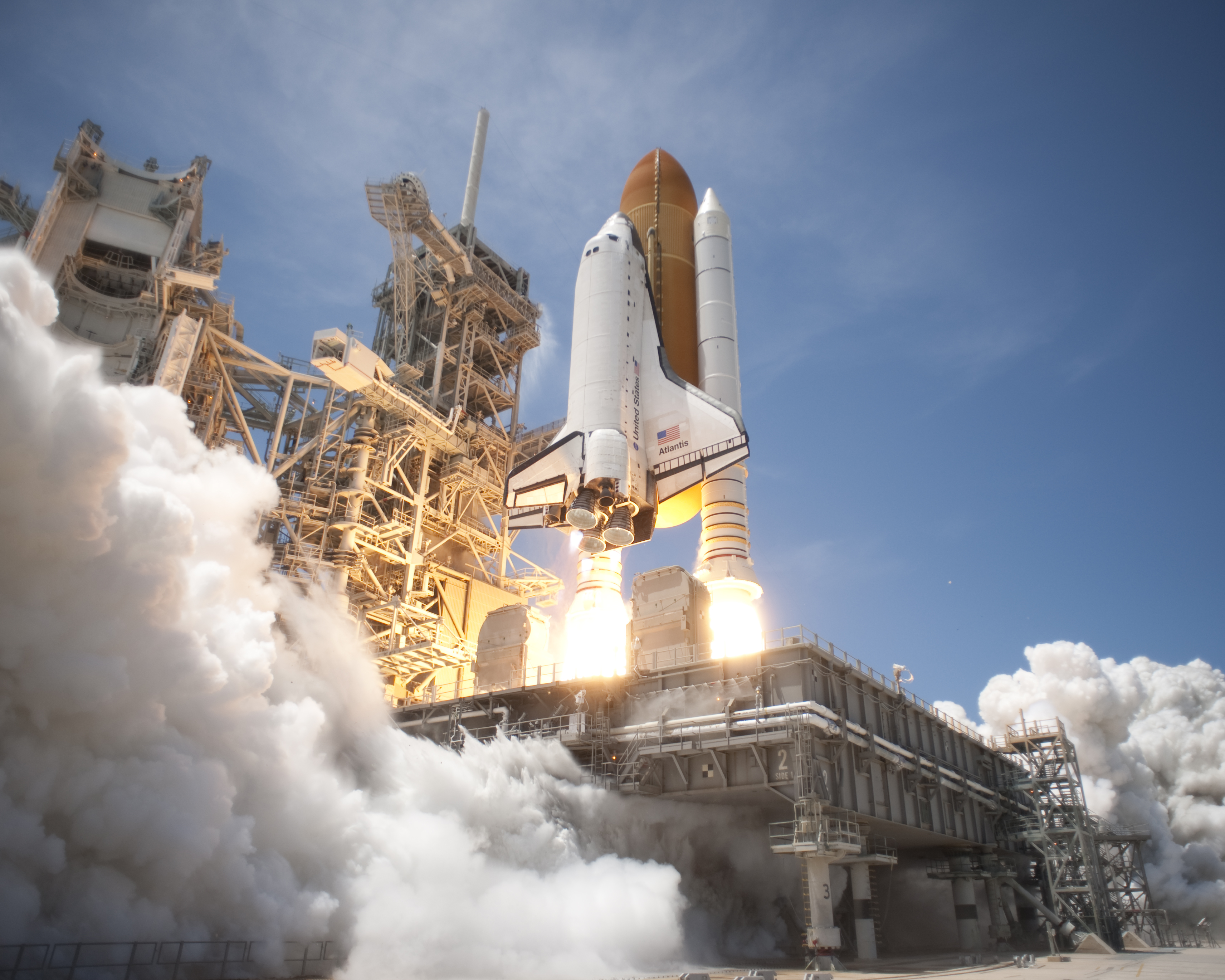
Пуск системы

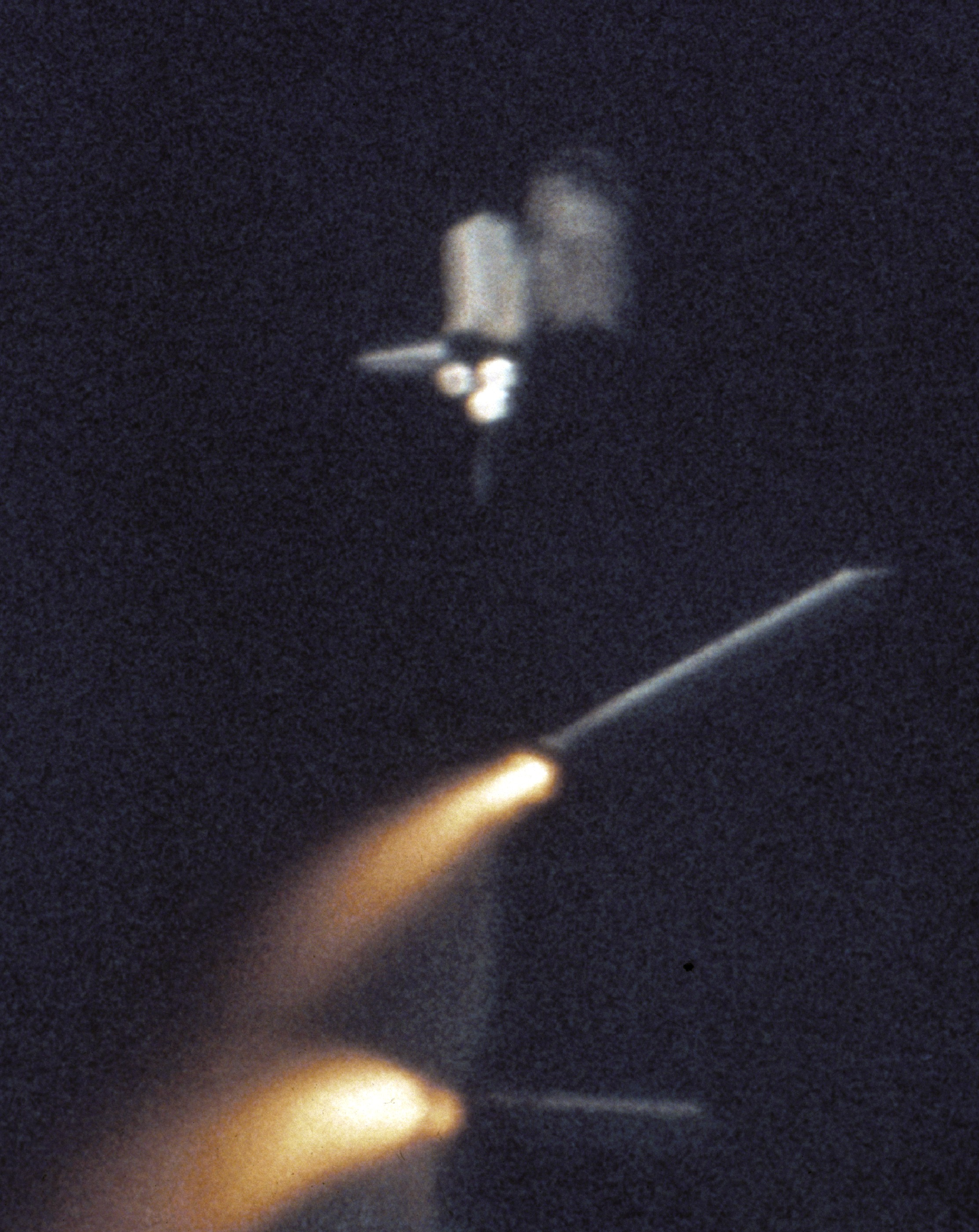
Отделение твердотопливных ускорителей, 126 секунд с момента запуска, высота около 45 км

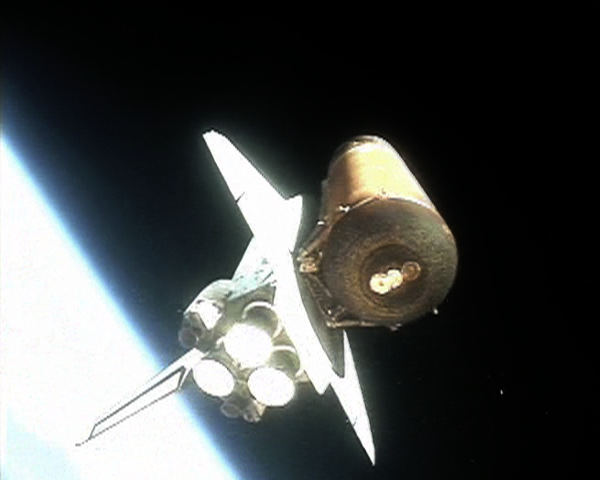
Разгон до орбитальной скорости на маршевых двигателях. Снимок автоматической камеры, установленной на отделившемся ускорителе

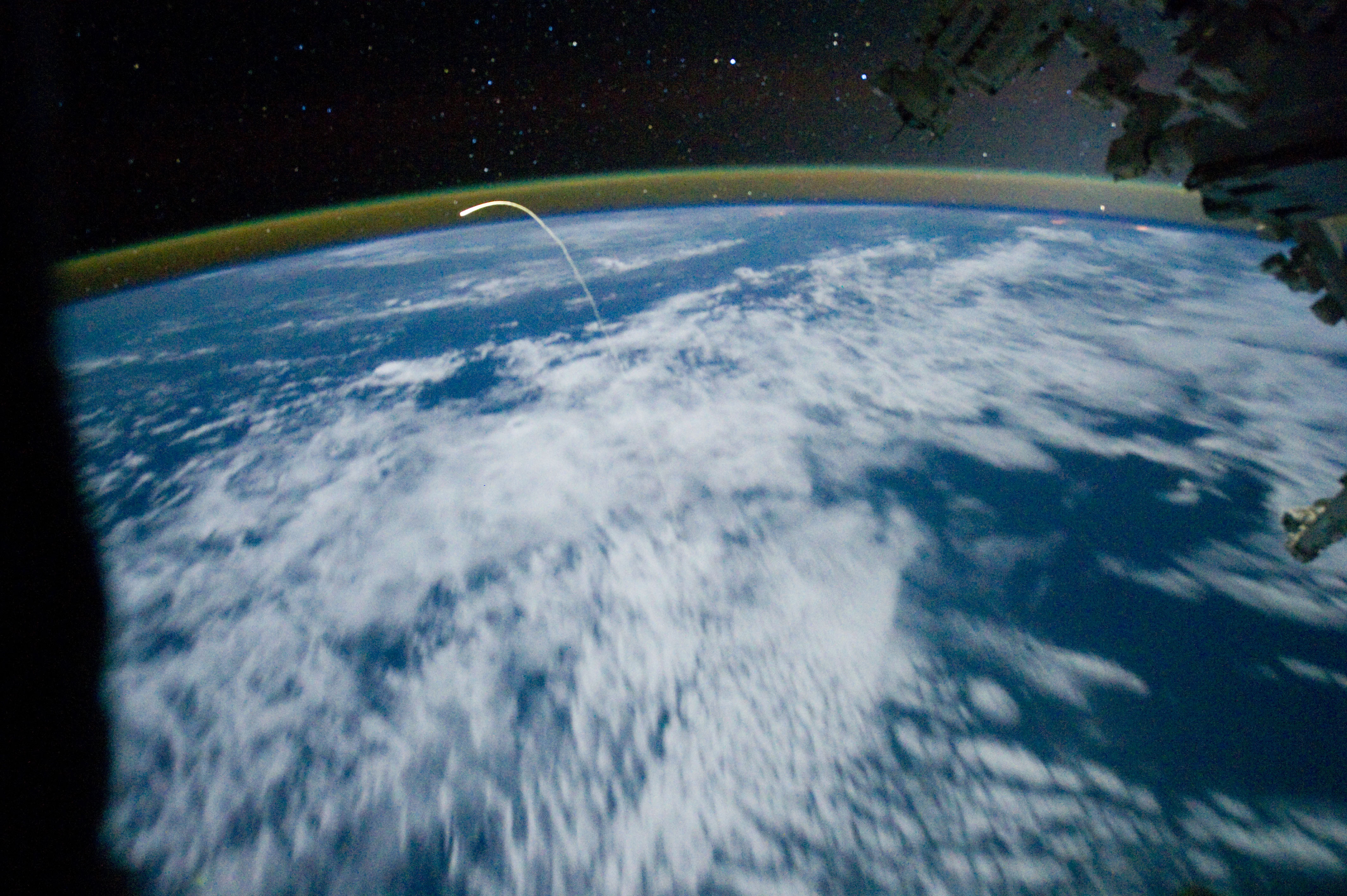
Вход «Атлантиса» в атмосферу, снятый с МКС

Шаттл запускался в космос при помощи двух твердотопливных ракетных ускорителей и трёх собственных маршевых двигателей, которые получали топливо из огромного внешнего подвесного бака, на начальном участке траектории основную тягу создавали отделяемые твёрдотопливные ускорители. На орбите шаттл осуществлял манёвры за счёт двигателей системы орбитального маневрирования, возвращаясь на Землю как планёр.
Данная многоразовая система состояла из трёх основных компонентов (ступеней):
1. Двух твердотопливных ракетных ускорителей, которые работали в течение примерно двух минут после запуска, разгоняя и направляя корабль, а затем отделялись на высоте около 45 км, приводнялись на парашютах в океан и, после ремонта и перезаправки, использовались вновь[6]
2. Большого внешнего топливного бака с жидкими водородом и кислородом для главных двигателей ракетоплана - это одноразовый элемент системы. Бак также служил каркасом для скрепления ускорителей с космическим кораблём. Бак отбрасывался примерно через 8,5 минут на высоте 113 км, бо́льшая его часть сгорала в плотных слоях атмосферы, а тугоплавкие остатки падали в океан[7].
3. Пилотируемого космического корабля-ракетоплана — орбитального аппарата (англ. the Orbiter Vehicle или просто англ. the Orbiter) — собственно «Спейс шаттла» (космического челнока), который выходил на околоземную орбиту, служил там платформой для исследований и домом для экипажа. После выполнения программы полёта возвращался на Землю и совершал посадку как планёр на взлётно-посадочную полосу[8].

В НАСА космические челноки имели обозначение OV-№№№ (Orbiter Vehicle — №№№)

### Экипаж
Наименьший экипаж шаттла состоял из двух астронавтов — командира и пилота («Колумбия», полёты STS-1, STS-2, STS-3, STS-4). Наибольший экипаж шаттла — восемь астронавтов («Челленджер», STS-61A, 1985 год). Второй раз 8 астронавтов было на борту при посадке «Атлантиса» STS-71 в 1995 году. Чаще всего в экипаж входили от пяти до семи астронавтов.
Беспилотных запусков не было.
Для управления кораблём астронавты использовали около 90 кг бумажной бортовой документации.

### Орбиты
Орбита шаттлов располагалась на высоте приблизительно в пределах от 185 до 643 км (115—400 миль).

### Полезная нагрузка
Доставляемая в космос полезная нагрузка орбитальной ступени (орбитального ракетоплана) для низкой околоземной орбиты зависела, в первую очередь, от параметров целевой орбиты, на которую выводился челнок. Максимальная масса полезной нагрузки 24,4 тонны могла быть доставлена в космос при запуске на низкую околоземную орбиту с наклонением порядка 28° (широта космодрома Канаверал). При запуске на орбиты с наклонением бо́льшим, чем 28°, допустимая масса полезной нагрузки соответственно уменьшалась (так, при запуске на полярную орбиту расчётная грузоподъёмность челнока падала до 12 т; в реальности, однако, челноки никогда не запускались на полярную орбиту).

Максимальная масса загруженного космического корабля на орбите — 120–130 т. С 1981 года с помощью шаттлов было доставлено на орбиту более 1370 т полезных грузов.
Максимальная масса груза, возвращаемого с орбиты составляла до 14,4 т.

### Длительность полёта
Шаттлы были рассчитаны на двухнедельное пребывание на орбите. Обычно полёты шаттлов продолжались от 5 до 16 суток.
Шаттл «Колумбия» совершил как самый короткий космический полёт в истории программы — STS-2, в ноябре 1981 года, длительность — 2 дня 6 часов 13 минут, так и самый продолжительный — STS-80, в ноябре 1996 года, длительность — 17 суток 15 часов 53 минуты.
В общей сложности к дате закрытия программы в 2011 году шаттлы совершили 135 полётов, из них «Дискавери» — 39, «Атлантис» — 33, «Колумбия» — 28, «Индевор» — 25, «Челленджер» — 10.

## История создания
История проекта «Космическая транспортная система» началась в 1967 году, когда ещё до первого пилотируемого полёта по программе «Аполлон» (11 октября 1968 года состоялся старт «Аполлона-7») оставалось больше года, как обзор перспектив пилотируемой космонавтики после завершения лунной программы НАСА.
30 октября 1968 года два головных центра НАСА (Центр пилотируемых космических кораблей, MSC, – в Хьюстоне и Космический центр имени Маршалла, MSFC, – в Хантсвилле) обратились к американским космическим компаниям с предложением исследовать возможность создания многоразовой космической системы, что должно было снизить затраты космического агентства при условии интенсивного использования.
В сентябре 1970 года целевая космическая группа под руководством вице-президента США С. Агню, специально созданная для определения следующих шагов в освоении космического пространства, оформила два детально проработанных проекта вероятных программ.
Большой проект включал:
- космические челноки;
- орбитальные буксиры;

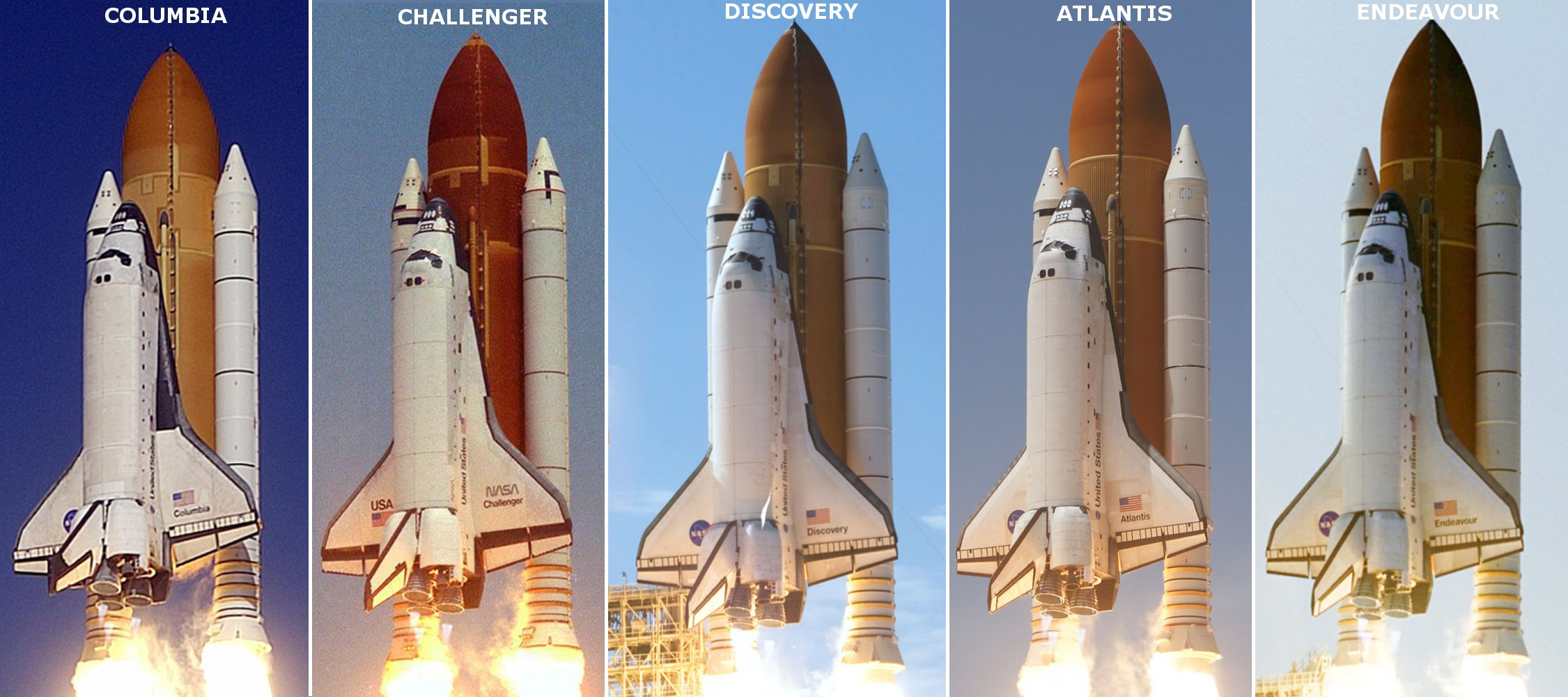
Стартующие шаттлы. Слева направо: «Колумбия», «Челленджер», «Дискавери», «Атлантис», «Индевор»

- большую орбитальную станцию на Земной орбите (до 50 человек экипажа);
- малую орбитальную станцию на орбите Луны;
- создание обитаемой базы на Луне;
- пилотируемые экспедиции к Марсу;
- высадку людей на поверхность Марса.

В качестве малого проекта предлагалось создать только большую орбитальную станцию на земной орбите. Но в обоих проектах было определено, что орбитальные полёты: снабжение станции, доставка на орбиту грузов для дальних экспедиций или блоки кораблей для дальних полётов, смена экипажей и прочие задания на орбите Земли, должны осуществляться многоразовой системой, которая и получила тогда название «Space Shuttle».
Командованием ВВС США были заключены контракты на проведение НИОКР и испытаний. Системное проектирование и системная интеграция были возложены на исследовательскую корпорацию Aerospace Corp. Кроме того, к работе над шаттлом подключились следующие коммерческие структуры: за разработку второй ступени отвечали General Dynamics Corp., McDonnell-Douglas Aircraft Corp., за разработку шаттла, организацию и проведение полётов — North American Rockwell Corp., TRW, Inc., полезной нагрузки — McDonnell-Douglas Aircraft Corp., TRW, Inc., Aerospace Corp. Курированием проекта от государственных структур занимался Космический центр им. Кеннеди.
В изготовлении узлов и агрегатов шаттла на конкурсной основе, пройдя отбор среди множества конкурентов, были задействованы следующие коммерческие структуры (о заключении контрактов было объявлено 29 марта 1973):
- Космический аппарат в целом — North American Rockwell Corp., Space Division, Дауни, Калифорния (при 10 тысячах субподрядчиков в США);
- Фюзеляж — General Dynamics Corp., Convair Aerospace Division, Сан-Диего, Калифорния;
- Крыло — Grumman Corp., Бетпейдж, Нью-Йорк;
- Вертикальный стабилизатор — Fairchild Industries, Inc., Fairchild Republic Division, Фармингдейл, Нью-Йорк;
- Система орбитального маневрирования — McDonnell Douglas Astronautics Co., Eastern Division, Сент-Луис, Миссури;
- Маршевый двигатель — North American Rockwell Corp., Rocketdyne Division, Мак-Грегор, Техас (при 24 субподрядчиках с суммами контрактов превышающими 100 тыс. долларов).

Расчётный объём работы над шаттлом превысил 750 тыс. человеко-лет работ, что создавало на период работы над ним с 1974 по 1980 год 90 тыс. рабочих мест напрямую занятых в создании шаттла с перспективой доведения показателя трудоустройства до 126 тыс. при пиковой загрузке, плюс 75 тыс. рабочих мест на второстепенных направлениях деятельности, опосредованно связанных с проектом шаттла. Итого, на указанный период создавалось более 200 тыс. рабочих мест и предполагалось израсходовать около 7,5 млрд долларов бюджетных средств на оплату труда занятых работников всех специальностей.
Также существовали планы создания «атомного шаттла» — челнока с ядерной двигательной установкой NERVA, которая разрабатывалась и испытывалась в 1960-х годах. Атомный шаттл должен был осуществлять полёты между земной орбитой и орбитами Луны и Марса. Снабжение атомного челнока рабочим телом (жидкий водород) для ядерного двигателя возлагалось на обыкновенные шаттлы:

Nuclear Shuttle: This reusable rocket would rely on the NERVA nuclear engine. It would operate between low earth orbit, lunar orbit, and geosynchronous orbit, with its exceptionally high performance enabling it to carry heavy payloads and to do considerable amounts of work with limited stores of liquid-hydrogen propellant. In turn, the nuclear shuttle would receive this propellant from the Space Shuttle.
— SP-4221 The Space Shuttle Decision
Однако президент США Ричард Никсон отверг все варианты, потому что даже самый дешёвый требовал 5 млрд долларов в год. NASA оказалось перед тяжёлым выбором: нужно было или начать новую крупную разработку, или объявить о прекращении пилотируемой программы.
Было решено настаивать на создании шаттла, но подать его не как транспортный корабль для сборки и обслуживания космической станции (держа, однако, этот сценарий про запас), а как систему, способную приносить прибыль и окупить инвестиции за счёт выведения на орбиту спутников на коммерческой основе. Экономическая экспертиза подтвердила: теоретически при условии не менее 30 полётов в год и полном отказе от использования одноразовых носителей данная космическая транспортная система может быть рентабельной.

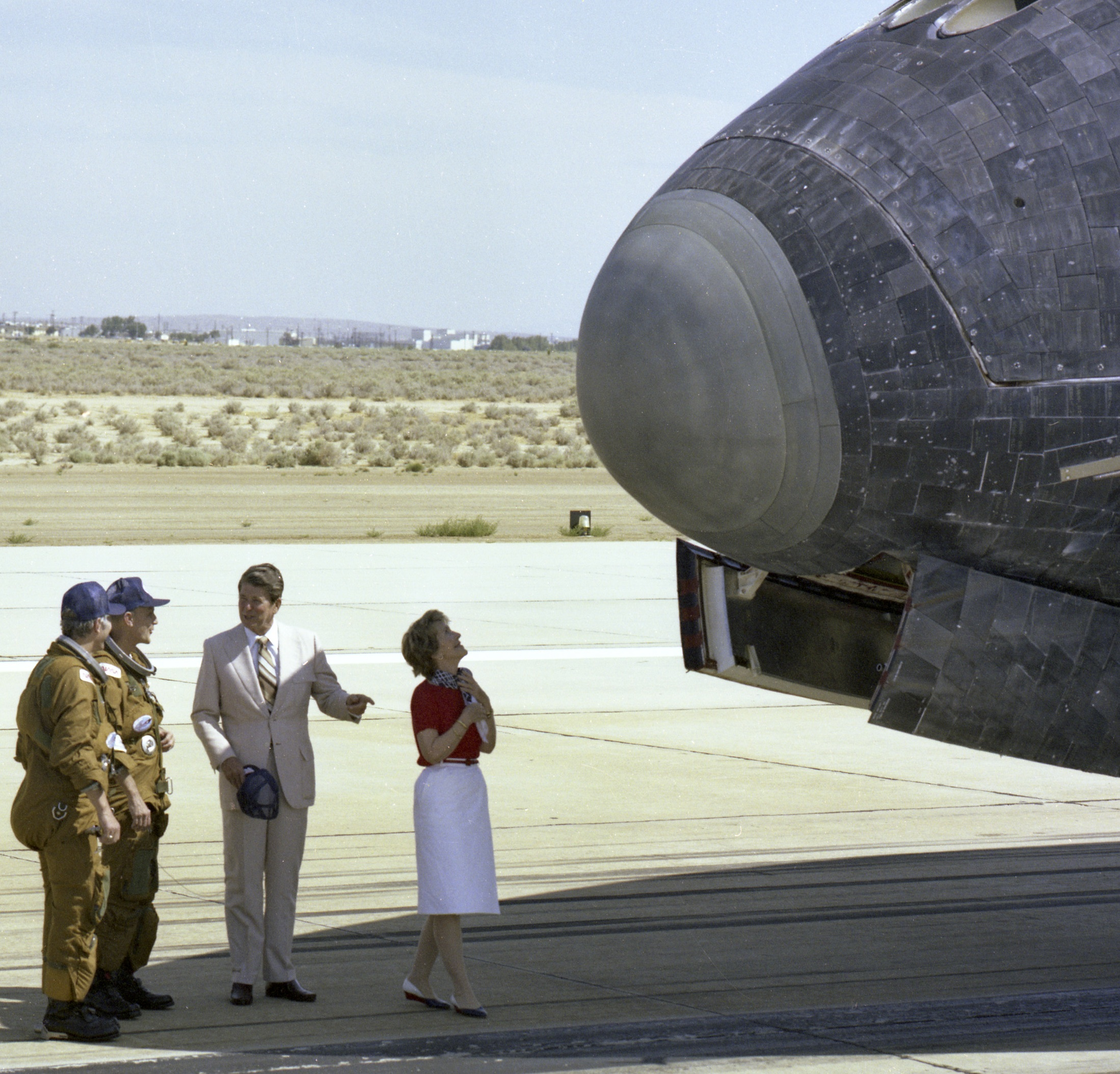
Президент Р. Рейган с супругой с астронавтами НАСА после приземления шаттла «Колумбия» на базе Эдвардс (Калифорния), в День независимости США 4 июля 1982

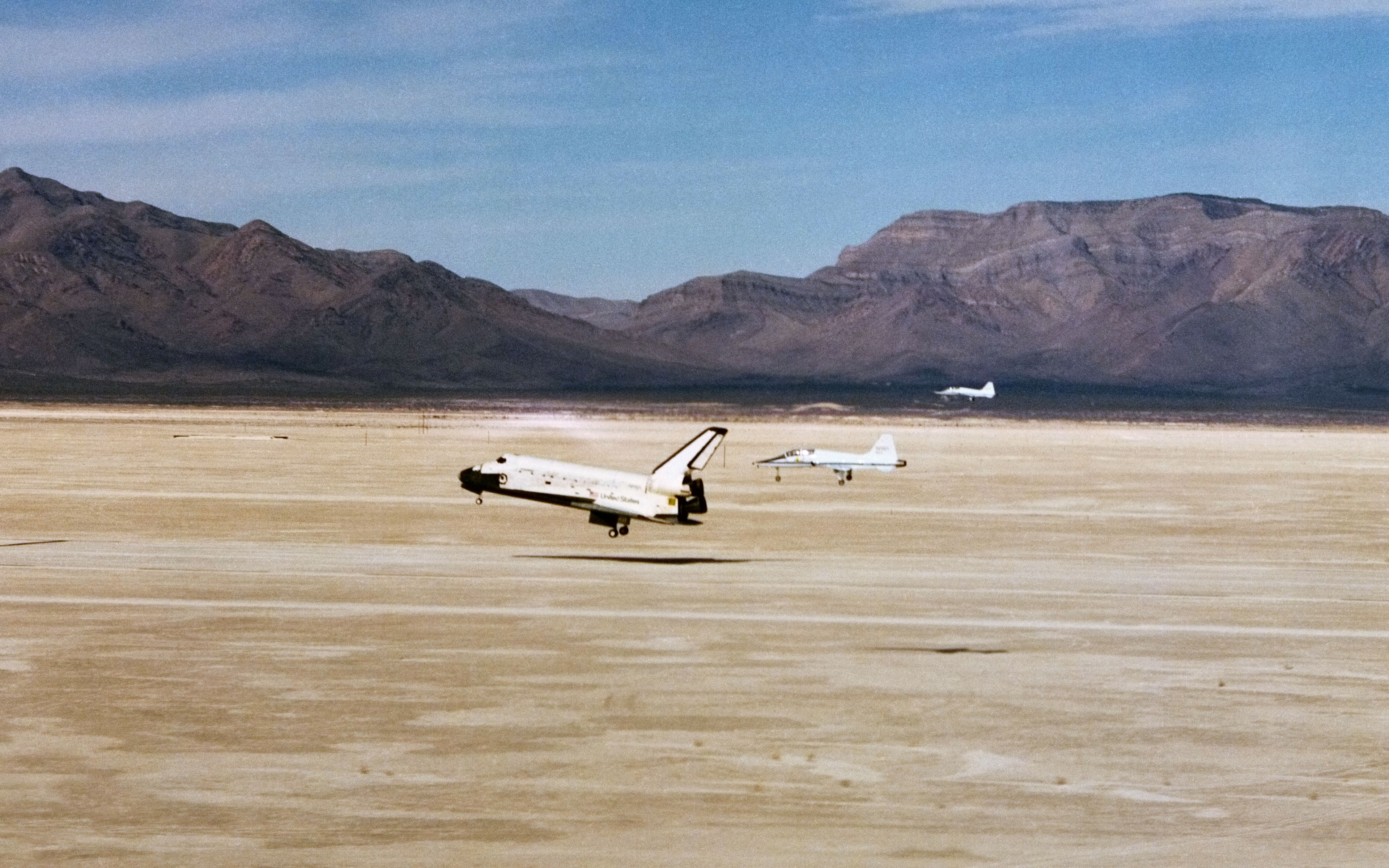
Приземление шаттла на базе Эдвардс (Калифорния), 1982 год

Проект создания шаттлов был принят Конгрессом США.
Одновременно, в связи с отказом от одноразовых ракет-носителей, определялось, что на шаттлы возлагается обязанность осуществлять вывод на земную орбиту и всех перспективных аппаратов Минобороны, ЦРУ и АНБ США.
Военные предъявили свои требования к системе:
- Космическая система должна была способна выводить на орбиту полезный груз до 30 тонн, возвращать на Землю полезную нагрузку до 14,5 т, иметь размер грузового отсека не менее 18 м длиной и 4,5 м в диаметре. Это были размер и вес проектировавшегося тогда спутника оптической разведки KH-11 KENNAN [источник не указан 5326 дней], который сопоставим по размерам с орбитальным телескопом «Хаббл».
- Обеспечить возможность бокового манёвра для орбитального корабля до 2000 км для удобства посадки на ограниченное количество военных аэродромов.
- Для запуска на околополярные орбиты (с наклонением 56—104°) ВВС решили построить собственный технический, стартовый и посадочный комплексы на авиабазе Ванденберг в Калифорнии.

Этим требования военного ведомства к проекту были ограничены.
Использовать челноки в качестве «космических бомбардировщиков» не планировалось никогда. Во всяком случае, не существует никаких открытых документов NASA, Пентагона, или Конгресса США, свидетельствующих о таких намерениях. Не упоминаются «бомбардировочные» мотивы ни в мемуарах, ни в частной переписке участников создания шаттлов.
Многие технические и технологические наработки программы «Dyna-Soar», закрытой в 1963 году, были впоследствии использованы при создании шаттлов.
Первоначально, в 1972 году, планировалось, что шаттл станет основным средством доставки в космос, но в 1984 году ВВС США доказали, что им необходимы дополнительные, резервные, средства доставки. В 1986 году, после катастрофы шаттла «Челленджер», была пересмотрена политика использования шаттла: шаттлы должны использоваться для миссий, требующих взаимодействие с экипажем; также коммерческие аппараты не могут запускаться на шаттле, за исключением аппаратов, разработанных для запуска шаттлом или требующих взаимодействия с экипажем, либо по соображениям внешней политики.

### Реакция СССР
Советское руководство внимательно наблюдало за развитием программы «Космическая транспортная система», но, предполагая худшее, искало скрытую военную угрозу. Таким образом, было сформировано два основных предположения:
- Возможно использование космических челноков в качестве орбитальных бомбардировщиков-носителей ядерного оружия;
- Возможно использование космических челноков для похищения с орбиты Земли советских искусственных спутников, а также ДОС (долговременных обитаемых станций) «Салют» и ОПС (орбитальных пилотируемых станций) «Алмаз» ОКБ-52 В. Н. Челомея. Для защиты, на первом этапе, советские ОПС оснащались модифицированной автоматической пушкой НР-23 конструкции А. Э. Нудельмана — Рихтера (система «Щит-1»), которую позднее должна была сменить система «Щит-2», состоящая из двух ракет класса «космос-космос». Предположение о «похищениях» основывалось исключительно на габаритах грузового отсека и возвращаемой полезной нагрузке, открыто объявленным американскими разработчиками шаттлов, близким к габаритам и массе «Алмазов». О габаритах и весе разрабатывавшегося в то же время спутника оптической разведки KH-11 KENNAN в советском руководстве информации не было.

В результате советская космическая отрасль получила задание создать многоразовую многоцелевую космическую систему с характеристиками, аналогичными шаттлу, — «Энергия — Буран». Сами «Шаттлы» никогда не использовались в военных целях, однако с 1985 по 1992 год было проведено 10 миссий по заказу Министерства обороны США, во время которых, в частности, с борта корабля запускались разведывательные спутники.

## Конструкция

Размеры шаттла

Технические данные
| Высота на стартовой позиции            | 56,14 м             |
| Масса при старте                       | 2045 т              |
| Масса полезного груза                  | 29,5 т              |
| Процент полезного груза от общего веса | 1,4 %               |
| Подъёмная сила при старте              | 30 806 кН (3141 тс) |

### Твердотопливныйускоритель
| Длина                            | 45,5 м              |
| Диаметр                          | 3,71 м              |
| Общая масса двух ускорителей     | 1180 т              |
| Тяга двигателей двух ускорителей | 25 500 кН (2600 тс) |
| Удельный импульс                 | 269 с               |
| Время работы                     | 123 с               |

### Внешний топливный бак

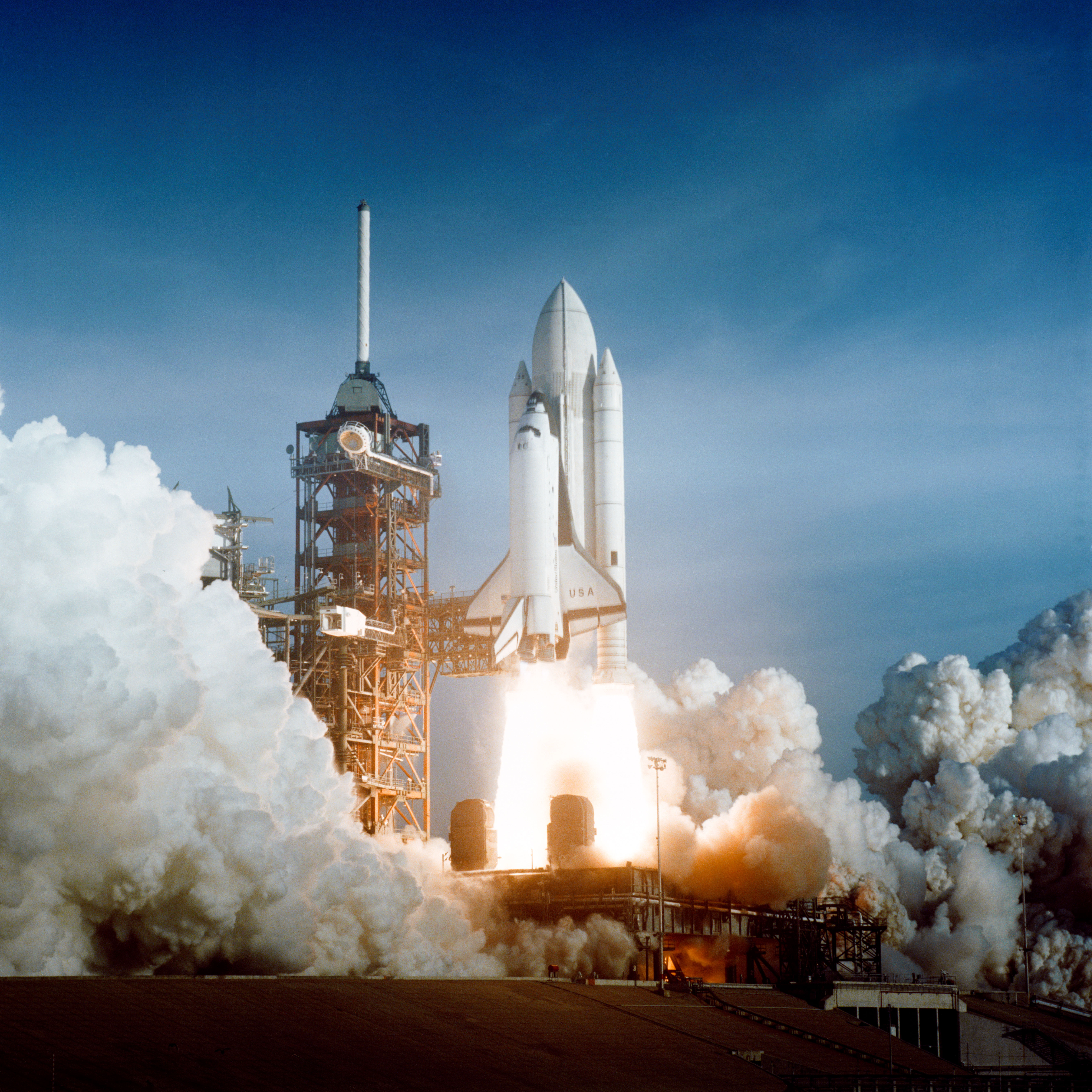
Первый полёт (STS-1) космического челнока «Колумбия». Внешний топливный бак (в центре) был покрашен в белый цвет только в двух первых полётах. При дальнейших стартах бак не красили для снижения веса системы

Бак содержал горючее (водород) и окислитель (кислород) для трёх жидкостных ракетных двигателей (ЖРД) SSME (RS-25) на орбитальном аппарате и не снабжался собственными двигателями.
Внутри топливный бак был разделён на три секции. Верхнюю треть бака занимала ёмкость, предназначенная для охлаждённого до температуры −183 °C (−298 °F) жидкого кислорода. Объём этой ёмкости составлял 650 тыс. литров (143 тыс. галлонов). Нижние две трети бака предназначались для охлаждённого до температуры −253 °C (−423 °F) жидкого водорода. Объём этой ёмкости составлял 1,752 млн литров (385 тыс. галлонов). Между ёмкостями для кислорода и водорода находился кольцевидный промежуточный отсек, который соединял топливные секции, нёс в себе оборудование, и к которому крепились верхние концы ракетных ускорителей.
Начиная с 1998 года баки изготавливались из алюминиево-литиевого сплава. Поверхность топливного бака покрывалась термозащитной оболочкой из напылённой пены полиизоцианурата толщиной в 25 мм. Задачами этой оболочки была защита горючего и окислителя от перегрева и предотвратить образование льда на поверхности бака. В месте крепления ракетных ускорителей во избежание образования льда были установлены дополнительные нагреватели. Для защиты водорода и кислорода от перегрева внутри бака также имелась система кондиционирования. Особая электрическая система была встроена в бак для защиты от молний. За регулировку давления в топливных ёмкостях и за поддержание безопасных условий в промежуточном отсеке отвечала система клапанов. В баке находилось множество датчиков, сообщавших о состоянии систем.
Топливо и окислитель из бака подаются к трём маршевым ЖРД орбитального ракетоплана по магистралям питания диаметром 430 мм каждая, которые затем разветвлялись внутри ракетоплана и подводили реагенты к каждому двигателю. Баки изготавливались компанией «Lockheed Martin».
| Длина                                                                         | 47 м               |
| Диаметр                                                                       | 8,38 м             |
| Масса при старте                                                              | 756 т              |
| Суммарная тяга трёх двигателей SSME на уровне моря (104,5 % номинальной тяги) | 5252 кН (535,5 тс) |
| Удельный импульс                                                              | 455 с              |
| Время работы                                                                  | 480 с              |
| Горючее                                                                       | жидкий водород     |
| Масса горючего при старте                                                     | 103 т              |
| Окислитель                                                                    | жидкий кислород    |
| Масса окислителя при старте                                                   | 616 т              |

### Орбитальный ракетоплан

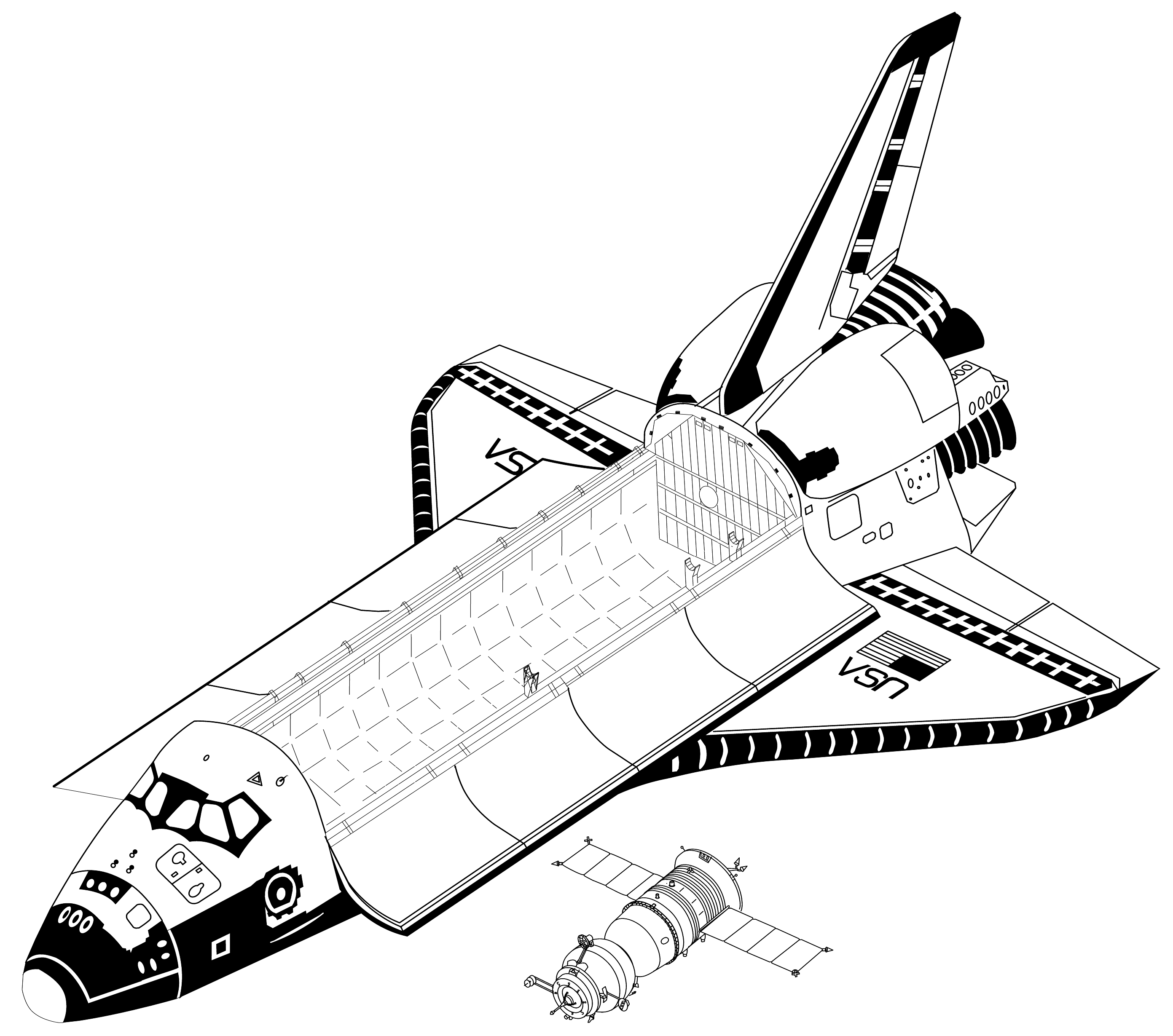
Размеры орбитального корабля по сравнению с «Союзом»

Орбитальный ракетоплан оснащался тремя собственными (бортовыми) разгонными маршевыми двигателями RS-25 (SSME), начинавшими работу за 6,6 секунд до момента старта (отрыва от стартового стола), и выключавшимися незадолго до отделения внешнего топливного бака (данные по характеристикам трёх маршевых двигателей SSME приведены в таблице в конце предыдущего раздела, а также в таблице ниже). Далее, на участке довыведения (в качестве доразгонных двигателей), а также для маневрирования на орбите и схода с неё использовались два двигателя системы орбитального маневрирования (англ. Orbital Maneuvering System, OMS), каждый тягой 27 кН. Горючее и окислитель для OMS хранились на шаттле, использовались для орбитальных манёвров и при торможении космического челнока перед сходом с орбиты. Кроме того, OMS включала задний ряд двигателей реактивной системы управления (англ. Reaction Control System, RCS), предназначенных для ориентации космического корабля на орбите, расположенных в его хвостовых мотогондолах. В носовой части ракетоплана располагался передний ряд двигателей RCS.
| Длина                                                                                                 | 37,24 м                                                                 |
| Размах крыльев                                                                                        | 23,79 м                                                                 |
| Масса (без полезного груза)                                                                           | 68,5 тонн Space Shuttle orbiter#Shuttle Orbiter Specifications (OV-105) |
| Максимально возможная общая подъёмная сила трёх двигателей SSME при старте (105,57% номинальной тяги) | 5306 кН (541 тс)                                                        |
| Удельный импульс двигателей OMS                                                                       | 316 с                                                                   |
| Максимально возможное время работы двигателей OMS с учётом возможных включений на орбите              | 1250 с                                                                  |
| Горючее для двигателей OMS и RCS                                                                      | метилгидразин (MMH)                                                     |
| Окислитель для двигателей OMS и RCS                                                                   | тетраоксид диазота (N2O4)                                               |

1. 1 2 3  Данные по системе орбитального маневрирования OMS.
2. ↑  Максимально возможное время работы двигателей OMS, с учётом возможных включений на орбите.

При посадке использовался, для гашения горизонтальной скорости, тормозной парашют (первое применение – на STS-49), и, в дополнение к нему, — аэродинамический тормоз (разделяющийся руль направления).
Внутри ракетоплан разделялся на отсек экипажа, находившийся в передней части фюзеляжа, большой грузовой отсек и хвостовой двигательный отсек.
Отсек экипажа был двухпалубным, рассчитанным на 7 астронавтов, хотя был запуск STS-61A с 8 астронавтами, при спасательной операции мог принять ещё троих, доводя экипаж до 11 человек. Его объём составлял 65,8 м3, имел 11 окон и иллюминаторов. В отличие от грузового отсека, в отсеке экипажа поддерживалось постоянное давление. Отсек экипажа разделялся на три подотсека: полётную палубу (кабину управления), салон и переходный воздушный шлюз. Кресло командира экипажа находилось в кабине слева, кресло пилота — справа, органы управления полностью были продублированы, так что и капитан, и пилот могли управлять в одиночку. В кабине в общей сложности отображалось более двух тысяч показаний приборов.
Астронавты жили в салоне, там находился стол, спальные места, там же хранилось дополнительное оборудование и находилась станция оператора экспериментов. В воздушном шлюзе находились скафандры для двух астронавтов и инструменты для работы в открытом космосе.
В грузовом отсеке располагались доставляемые на орбиту и возвращаемые с орбиты грузы. Наиболее известной деталью грузового отсека являлась система удалённого манипулирования (англ. Remote Manipulator System, сокр. RMS), или «Канадарм» (англ. Canadarm) — механическая рука длиной 15,2 м, управлявшаяся из кабины ракетоплана. Механическая рука применялась для фиксирования и манипуляций с грузами в грузовом отсеке. Створки люка грузового отсека имели встроенные радиаторы охлаждения излучением и использовались для отвода тепла от оборудования и системы жизнеобеспечения.

## Профиль полёта

### Запуск и выведение на орбиту
Старт системы выполнялся вертикально, на полной тяге маршевых двигателей шаттла (SSME) и двух твердотопливных ускорителей, при этом последние создавали около 80 % стартовой тяги системы. Зажигание трёх маршевых двигателей происходило за 6,6 секунд до назначенного времени старта (Т), двигатели включались последовательно, с интервалом 120 миллисекунд. В течение трёх секунд двигатели выходили на стартовую мощность (100 %) тяги. Точно в момент старта (Т=0) производилось одновременное зажигание боковых ускорителей и подрыв восьми пироболтов, обеспечивавших крепление системы к стартовому комплексу. Начинался подъём системы. Непосредственно после отхода от стартового комплекса начинался разворот системы по тангажу, вращению и рысканию для выхода на азимут целевого наклонения орбиты. В ходе дальнейшего подъёма с постепенным уменьшением тангажа (траектория отклонялась от вертикали к горизонту, в конфигурации «спиной вниз») выполнялось несколько кратковременных дросселирований маршевых двигателей с целью снижения динамических нагрузок на конструкцию. Так, на участке максимального аэродинамического сопротивления (Max Q) мощность маршевых двигателей дросселировалась до 65–72 %. Перегрузки на этапе выведения системы на орбиту составляли до 3g.
Приблизительно через две минуты (126 секунд) после подъёма, на высоте 45 км, боковые ускорители отделялись от системы. Дальнейший подъём и разгон системы осуществлялся маршевыми двигателями шаттла (SSME), питавшимися из внешнего топливного бака. Их работа прекращалась по достижении кораблём скорости 7,8 км/с на высоте несколько более 105 км ещё до полной выработки топлива; через 30 секунд после отключения двигателей (примерно через 8,5 минут после старта) на высоте около 113 км производилось отделение внешнего топливного бака.
Существенно, что на данном этапе скорость орбитального корабля ещё была недостаточной для выхода на устойчивую низкую круговую орбиту (по сути, челнок выходил на баллистическую траекторию) и требовался дополнительный разгонный импульс довыведения на орбиту. Этот импульс выдавался через 90 секунд после отделения бака — в момент, когда челнок, продолжая движение по баллистической траектории, достигал её апогея; необходимый доразгон производился кратковременным включением двигателей системы орбитального маневрирования. В некоторых полётах для этой цели использовалось два последовательных включения двигателей на разгон (один импульс увеличивал высоту апогея, другой формировал круговую орбиту).
Такое решение профиля полёта позволяло избежать выведения топливного бака на ту же орбиту, что и ракетоплан; продолжая снижение по баллистической траектории, бак падал в заданную точку Индийского океана. В случае, если импульс довыведения не удалось бы осуществить, челнок всё же мог совершить одновитковый полёт по очень низкой орбите и вернуться на космодром.
На любом этапе выведения на орбиту предусмотривалась возможность аварийного прекращения полёта с использованием соответствующих процедур.
Непосредственно после формирования низкой опорной орбиты (круговой орбиты с высотой порядка 250 км, хотя значение параметров орбиты зависело от конкретного полёта) производился сброс остатков топлива из системы маршевых двигателей SSME и вакуумирование их топливных магистралей. Кораблю придавалась необходимая осевая ориентация. Раскрывались створки грузового отсека, которые служили также и радиаторами системы терморегуляции корабля. Системы корабля приводились в конфигурацию орбитального полёта.

### Посадка
Посадка состояла из нескольких этапов. Вначале производилась выдача тормозного импульса на сход с орбиты — приблизительно за половину витка до места посадки, при этом шаттл летел кормой вперёд в перевёрнутом положении. Продолжительность работы двигателей орбитального маневрирования составляла около 3 минут; характеристическая скорость, отнимаемая от орбитальной скорости шаттла — 322 км/ч; такого торможения было достаточно для того, чтобы перигей орбиты оказался в пределах атмосферы. Затем ракетоплан выполнял разворот по тангажу, принимая необходимую ориентацию для входа в атмосферу. Корабль входил в атмосферу с большим углом атаки (порядка 40°). Сохраняя данный угол тангажа, корабль выполнял несколько S-образных манёвров с креном до 70°, эффективно гася скорость в верхних слоях атмосферы (это также позволяло минимизировать подъёмную силу крыла, нежелательную на данном этапе). Температура отдельных участков теплозащиты корабля на этом этапе превышала 1500°. Максимальная перегрузка, испытывавшаяся астронавтами на этапе атмосферного торможения — около 1,5g.
После гашения основной части орбитальной скорости корабль продолжал снижаться как тяжёлый планёр с невысоким аэродинамическим качеством, постепенно уменьшая тангаж. Выполнялся манёвр захода на посадочную полосу. Вертикальная скорость корабля на этапе снижения была достаточно высока — порядка 50 м/с. Угол посадочной глиссады также был велик — порядка 17–19°. На высоте порядка 500 м и скорости около 430 км/ч начиналось выравнивание корабля и производился выпуск шасси. Касание полосы происходило на скорости порядка 350 км/ч, после чего выпускался тормозной парашют диаметром 12 м; после торможения до скорости 110 км/ч парашют сбрасывался. Экипаж самостоятельно выходил из корабля через 30–40 минут после остановки.

## История применения и представители
- «Энтерпрайз» (OV-101) — использовался для отработки конструкторских решений, наземных и атмосферных испытаний, а также подготовительных работ на стартовых площадках; никогда не летал в космос. Его начали строить в 1974 году, в 1977 году началась его опытная эксплуатация. В самом начале предполагалось назвать этот орбитальный корабль «Конституция» (англ. Constitution) в честь двухсотлетия американской конституции, но по многочисленным предложениям зрителей популярного телевизионного сериала «Звёздный путь», было выбрано имя «Энтерпрайз». Совершил 5 испытательных полётов в атмосфере. Шаттл экспонируется в Нью-Йорке.
- Первый космический челнок — «Колумбия» (OV-102) стал первым действующим многоразовым орбитальным аппаратом. Его начали строить в марте 1975 года, и уже в марте 1979 года передали Космическому центру НАСА имени Кеннеди. Шаттл был назван по имени парусника, на котором капитан Роберт Грей в мае 1792 года исследовал внутренние воды Британской Колумбии (ныне штаты США Вашингтон и Орегон). До первого запуска этого шаттла в 1981 году НАСА не выводило астронавтов на орбиту уже 6 лет.
Шаттл «Колумбия» погиб 1 февраля 2003 года (полёт STS-107) при входе в атмосферу перед посадкой. Это был 28-й космический полёт «Колумбии».
- Второй космический челнок — «Челленджер» (OV-099) — был передан НАСА в июле 1982 года. Он был назван по имени одноимённого морского судна, исследовавшего океан в 1870-е годы. При девятом запуске он нёс рекордный экипаж — 8 человек.
«Челленджер» погиб при своём десятом запуске 28 января 1986 года (полёт STS-51L).
- Третий шаттл — «Дискавери» (OV-103) — был передан НАСА в ноябре 1982 года. Совершил 39 полётов. «Дискавери» был назван по имени одного из двух судов, на которых в 1770-х годах британский мореплаватель Джеймс Кук открыл Гавайские острова и исследовал побережье Аляски и северо-западной Канады. Такое же имя («Дискавери») носило одно из судов Генри Гудзона, которое в 1610–1611 годах исследовало Гудзонов залив. Ещё два «Дискавери» были построены Британским Королевским Географическим Обществом для исследования Северного полюса и Антарктики в 1875 и 1901 годах. Шаттл экспонируется в Вашингтоне.
- Четвёртый шаттл — «Атлантис» (OV-104) — вступил в строй в апреле 1985 года. Совершил 33 полёта, в том числе в 2011 году совершил 135-й, последний, полёт по программе «Спейс Шаттл». В этом полёте экипаж был сокращён до четырёх человек на случай аварии, поскольку в этом случае эвакуировать экипаж с МКС пришлось бы российскими «Союзами». Шаттл экспонируется на мысе Канаверал, Флорида.
- Пятый шаттл — «Индевор» (OV-105) — был построен взамен погибшего «Челленджера» и принят в эксплуатацию в мае 1991 года. Совершил 25 полётов. «Индевор» был назван также по имени одного из кораблей Джеймса Кука. Этот корабль также использовался в астрономических наблюдениях, которые позволили точнее установить расстояние от Земли до Солнца. Шаттл экспонируется в Лос-Анджелесе.
- Патфайндер (OV-098) — массогабаритный макет челнока, созданный для отработки процедур их транспортировки и технического обслуживания, чтобы этими испытаниями не занимать лётный прототип — «Энтерпрайз». Построен в 1977 году, в дальнейшем был переделан для придания большего сходства с лётными образцами и отправлен в Японию на выставку. После возвращения в США он выставлен в Ракетно-космическом центре в Хантсвилле (Алабама) вместе с внешним топливным баком и двумя твердотопливными ускорителями.
- «Индепенденс» (OV-100) — ещё один полномасштабный макет челнока. Был построен в 1993 году в качестве музейного экспоната для демонстрационного комплекса Космического центра Кеннеди.

### Обозначения номеров полётов
Каждый пилотируемый полёт по программе «Космическая транспортная система» имел своё обозначение, которое состояло из сокращения STS (англ. Space Transportation System) и порядкового номера полёта шаттла. Например, STS-4 означало четвёртый полёт по программе «Космическая транспортная система». Порядковые номера присваивались на стадии планирования для каждого полёта. Но в ходе подготовки многие полёты откладывались или переносились на другие сроки. Часто случалось так, что полёт, запланированный на более поздний срок и имеющий больший порядковый номер, оказывался готовым к полёту раньше, чем другой полёт, запланированный на более ранний срок. Раз присвоенные порядковые номера не изменялись, то и полёты с бо́льшим порядковым номером часто осуществлялись раньше, чем полёты с меньшим номером.
В 1984 году была введена новая система обозначений. Сокращение STS осталось, но порядковый номер был заменён кодовой комбинацией, которая состояла из двух цифр и одной буквы. Первая цифра в этой кодовой комбинации соответствовала последней цифре текущего года, но не календарного, а бюджетного года НАСА, который продолжался с октября по сентябрь. Например, если полёт происходил в 1984 году до октября, то бралась цифра 4, если в октябре и позже — цифра 5. Второй цифрой в кодовой комбинации всегда была 1. Обозначение 1 было принято для запусков шаттлов с мыса Канаверал. Ранее планировалось, что шаттлы будут также стартовать с военно-воздушной базы Ванденберг в Калифорнии; для этих стартов планировалась цифра 2. Но катастрофа «Челленджера» (STS-51L) прервала эти планы. Буква в кодовой комбинации соответствовала порядковому номера полёта шаттла в текущем году. Но и этот порядок не соблюдался, так, например, полёт STS-51D состоялся раньше, чем полёт STS-51B.
Пример: полёт STS-51A — состоялся в ноябре 1984 года (цифра 5), это был первый полёт в новом бюджетном году (буква А), шаттл стартовал с мыса Канаверал (цифра 1).
После катастрофы «Челленджера», произошедшей в январе 1986 года, и отмены запусков с базы Ванденберг НАСА вернулось к старой системе обозначения.

### Катастрофы

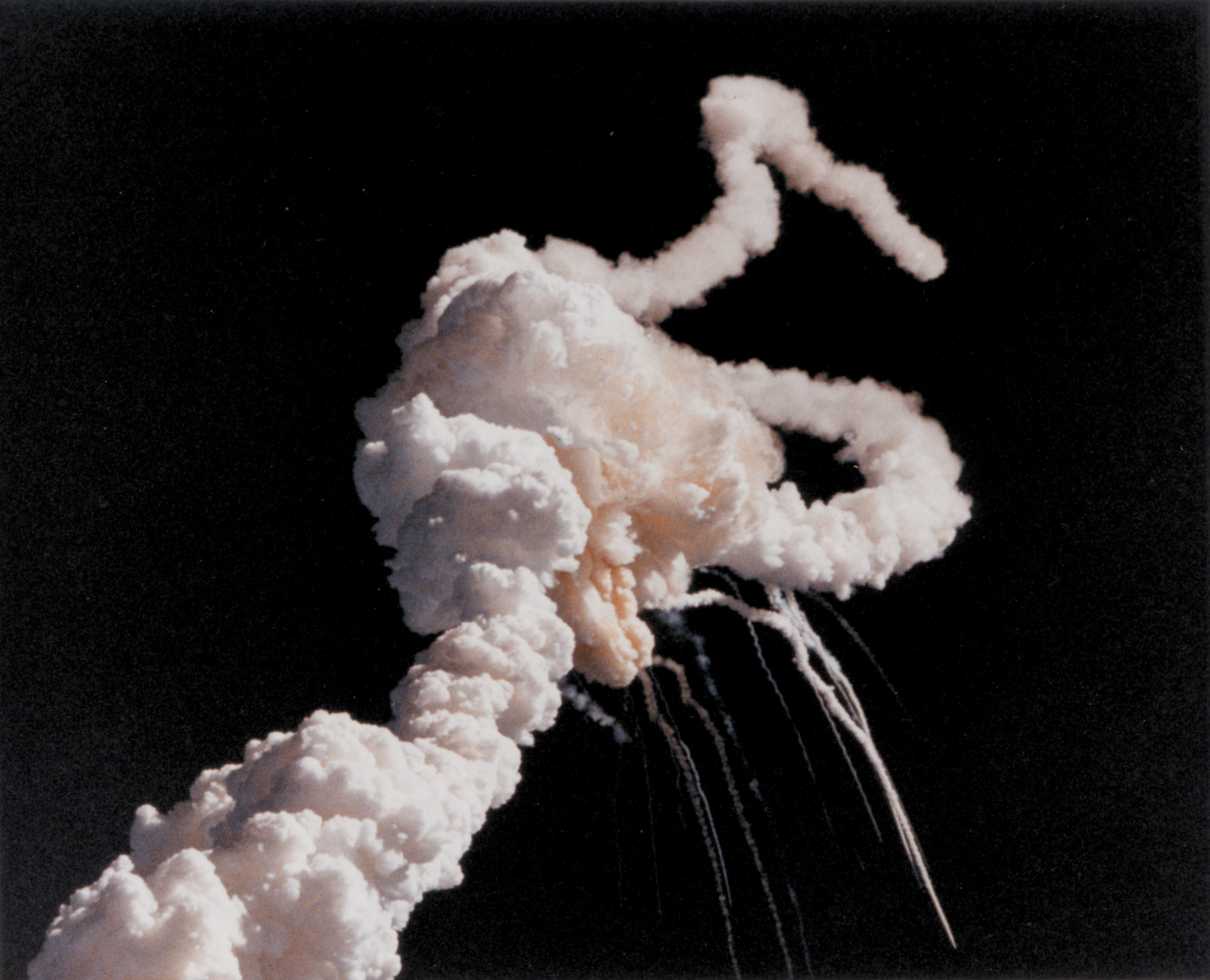
Гибель «Челленджера»

За все время эксплуатации шаттлов произошло 2 катастрофы, в которых погибло в общей сложности 14 астронавтов:
- 28 января 1986 года — катастрофа шаттла «Челленджер» в миссии STS-51L[23][24]. Космический челнок в самом начале миссии разрушился в результате взрыва внешнего топливного бака на 73-й секунде полёта. Разрушение летательного аппарата было вызвано повреждением уплотнительного кольца правого твердотопливного ускорителя при старте. Вопреки распространённому заблуждению, шаттл не взорвался, а разрушился в результате действия нештатных аэродинамических перегрузок.

Во время разрушения кабина и все 7 членов экипажа остались целыми, но погибли при ударе о воду. После катастрофы программа шаттлов была свёрнута на 32 месяца.
- 1 февраля 2003 года — катастрофа шаттла «Колумбия» в миссии STS-107. Авария произошла во время возвращения шаттла из-за разрушения наружного теплозащитного слоя крыла, вызванного падением на него куска теплоизоляции кислородного бака при старте корабля. Шаттл разрушился в верхних слоях атмосферы, погибли все 7 членов экипажа.

### Выполненные задачи
Шаттлы использовались для вывода грузов на орбиты высотой 200–500 км, а также спутников на геосинхронную и геостационарную (35 786 км) орбиты, которые туда доставлялись при помощи дополнительной разгонной ступени, проведения научных исследований, обслуживания орбитальных космических аппаратов (монтажные и ремонтные работы).
Шаттлом «Дискавери» в апреле 1990 года (миссия STS-31) был доставлен на орбиту космический телескоп «Хаббл». На шаттлах «Колумбия», «Дискавери», «Индевор» и «Атлантис» были осуществлены четыре экспедиции по обслуживанию этого телескопа. Последняя экспедиция шаттла к «Хабблу» состоялась в мае 2009 года. Так как с 2011 года полёты шаттлов были прекращены, это была последняя экспедиция людей к телескопу, который постепенно пришёл в негодность.

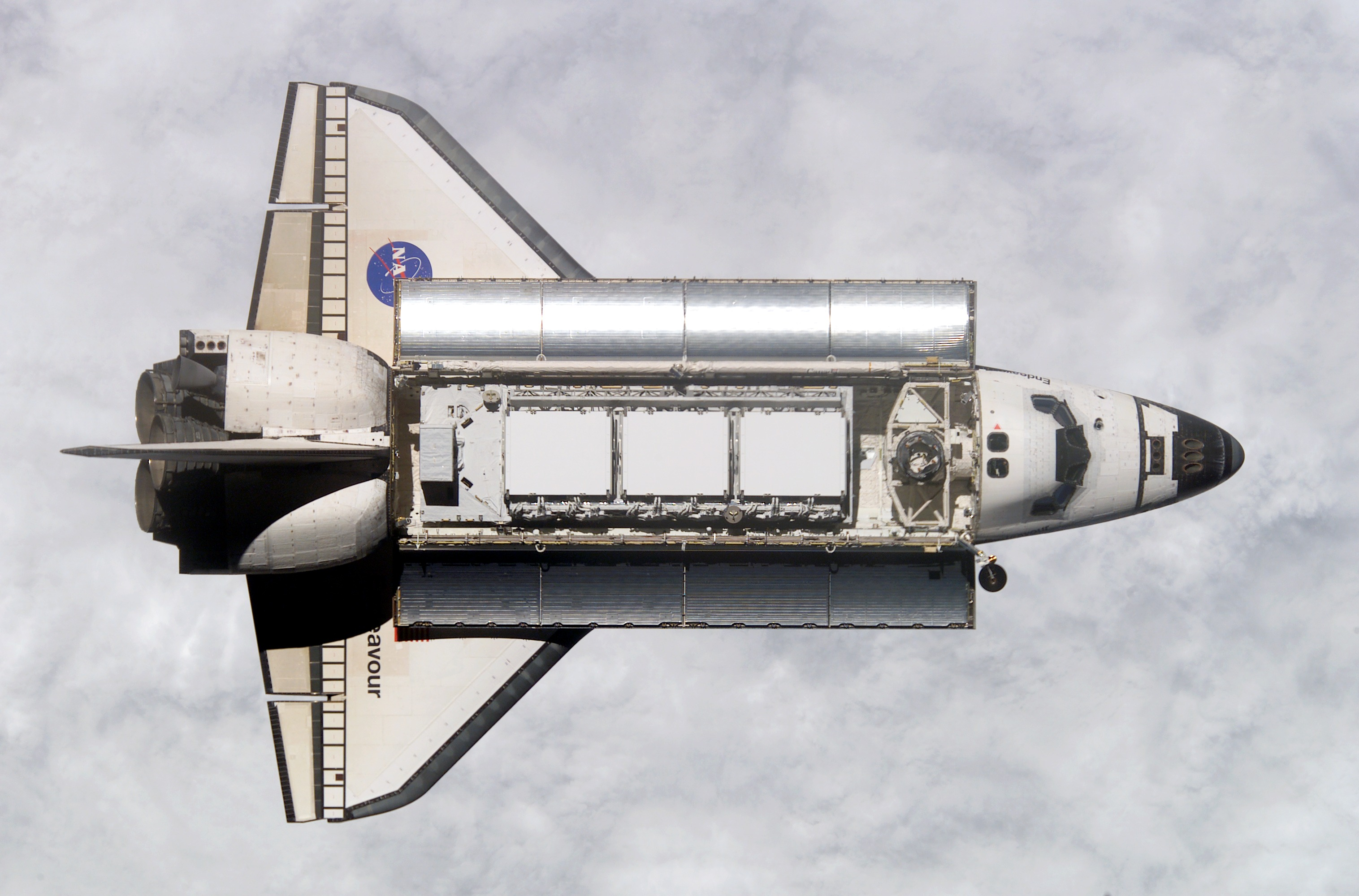
Шаттл «Индевор» с открытым грузовым отсеком

В 1990-е годы шаттлы принимали участие в совместной российско-американской программе «Мир — Шаттл». Было осуществлено девять стыковок с орбитальной станцией «Мир».
В течение всех тридцати лет, когда шаттлы были в эксплуатации, они постоянно развивались и модифицировались. За всё время эксплуатации было произведено более тысячи модификаций изначального проекта шаттла.
Шаттлы играли важную роль в осуществлении проекта по созданию Международной космической станции (МКС). Так, например, некоторые модули МКС, в том числе российский модуль «Рассвет» (был доставлен шаттлом «Атлантис»), не имели своих двигательных установок (ДУ) в отличие от российских «Зари», «Звезды», и модулей «Пирс», «Поиск» которые стыковались в составе грузового корабля-модуля «Прогресс М-СО1», а значит, не могли самостоятельно маневрировать на орбите для поиска, сближения и стыковки со станцией. Поэтому их нельзя было просто «забрасывать» на орбиту советской ракетой-носителем типа «Протон».

## Стоимость
Общая фактическая стоимость 30-летней программы на 2011 год по заявлениям НАСА без учёта инфляции составила 113,7 миллиардов долларов.
По другим данным, вся программа на 2013 год с поправкой на инфляцию (2010 год) составила 199,9 миллиардов долларов — больше стоимости всей МКС.
Стоимость каждого полёта шаттла со временем менялась: на 2003 год она составляла около 240 млн долларов, в 2010 году – около 775 млн долларов. За эти деньги орбитальный аппарат шаттла мог доставлять за один рейс к МКС 20-25 тонн груза, включая модули МКС, и плюс к этому 6-7 астронавтов.

## Завершение программы «Космическая транспортная система»

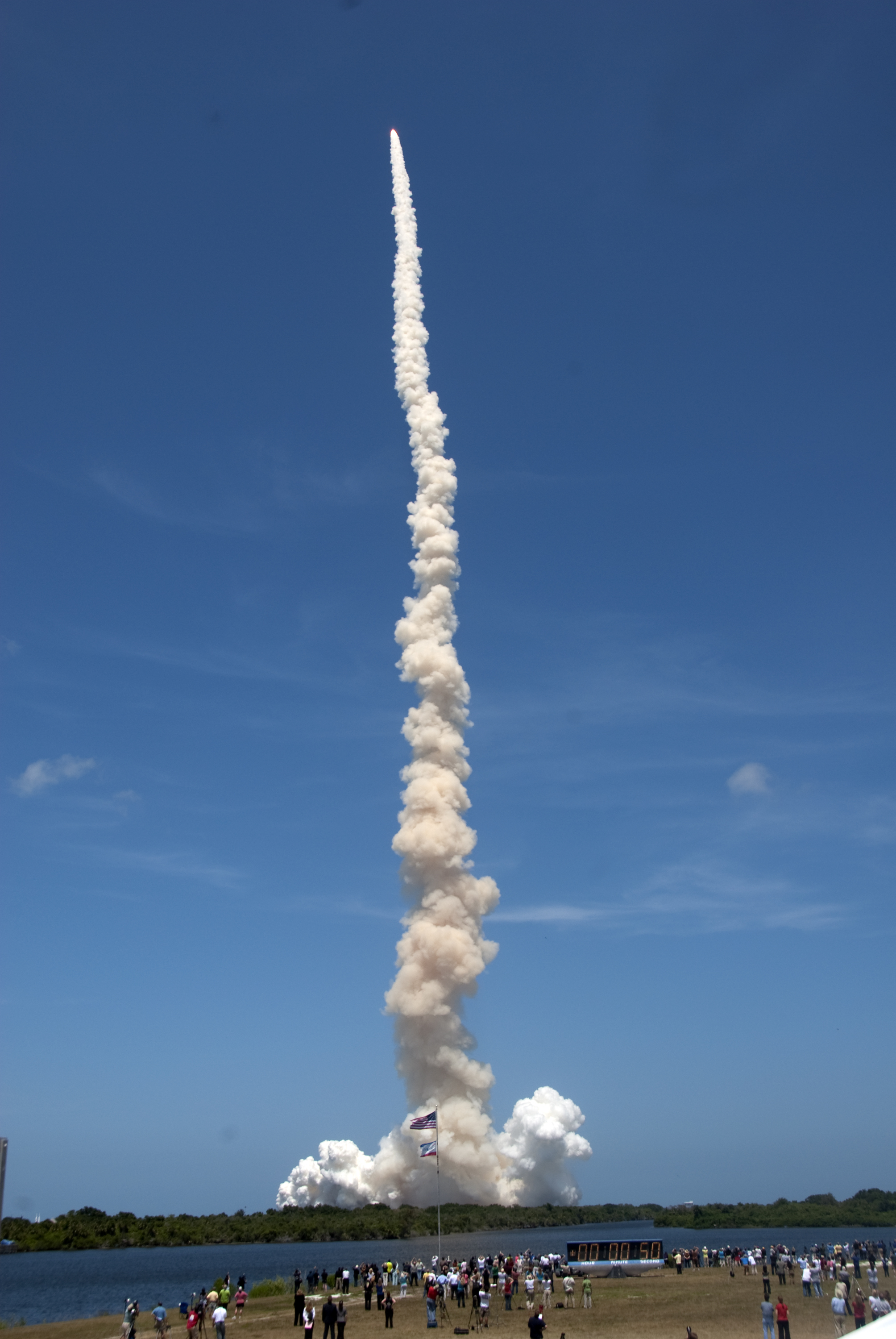
Предпоследний старт «Атлантиса», полёт STS-132

Программа «Космическая транспортная система» была завершена в 2011 году. Все действующие шаттлы были списаны после их последнего полёта.
8 июля 2011 года был осуществлён последний старт – шаттла «Атлантис» с сокращённым до четырёх астронавтов экипажем. Это был последний полёт по программе «Космическая транспортная система». Он завершился рано утром 21 июля 2011 года.

### Последние полёты шаттлов
| Код полёта | Дата старта     | Шаттл       | Программа полёта | Итог      |
| ---------- | --------------- | ----------- | --- | --------- |
| STS-133    | 24 февраля 2011 | «Дискавери» | Доставка оборудования и материалов на МКС и обратно                                                                  | Завершено |
| STS-134    | 16 мая 2011     | «Индевор»   | Сборка и снабжение МКС, доставка и установка на МКС магнитного альфа-спектрометра (Alpha Magnetic Spectrometer, AMS) | Завершено |
| STS-135    | 8 июля 2011     | «Атлантис»  | Сборка и снабжение МКС                                                                                               | Завершено |

### Итоги
За 30 лет эксплуатации пять шаттлов совершили 135 полётов. В общей сложности все шаттлы совершили 21 152 витка вокруг Земли и пролетели 872,7 млн км (542 398 878 миль). На шаттлах в космос было поднято 1,6 тыс. тонн (3,5 млн фунтов) полезных грузов. Совершили полёты 355 астронавтов.
После завершения эксплуатации все шаттлы были отправлены в музеи: никогда не летавший в космос шаттл «Энтерпрайз», ранее находившийся в музее Смитсоновского института в районе вашингтонского аэропорта Даллеса, был перемещён в Морской и аэрокосмический музей в Нью-Йорке. Его место в Смитсоновском институте занял шаттл «Дискавери». Шаттл «Индевор» встал на вечную стоянку в Калифорнийском научном центре в Лос-Анджелесе, а шаттл «Атлантис» был выставлен в Космическом центре имени Кеннеди во Флориде.

## Галерея

Устройство шаттла
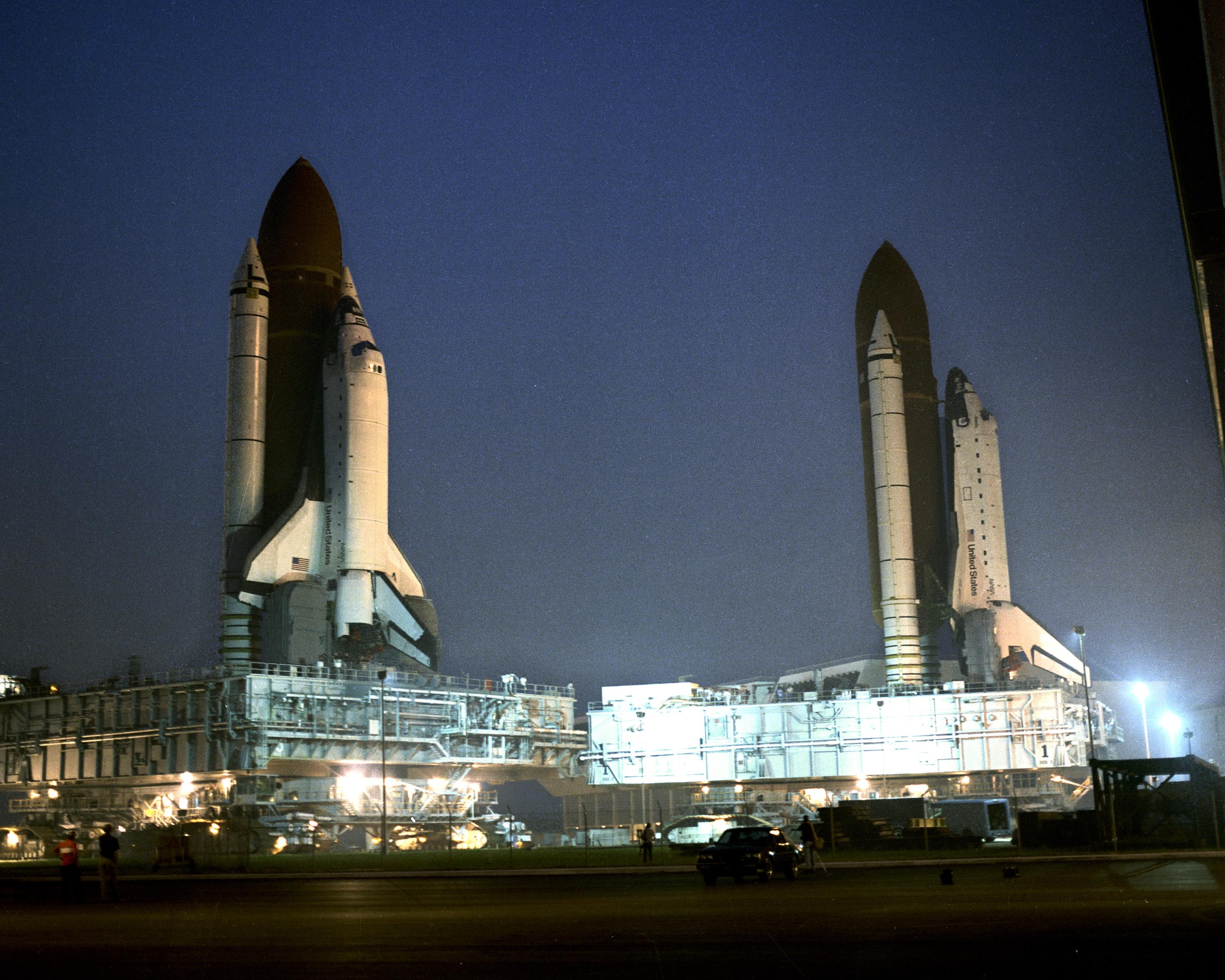
«Колумбия» (STS-35) (слева), проезжает мимо «Атлантис» (STS-38)
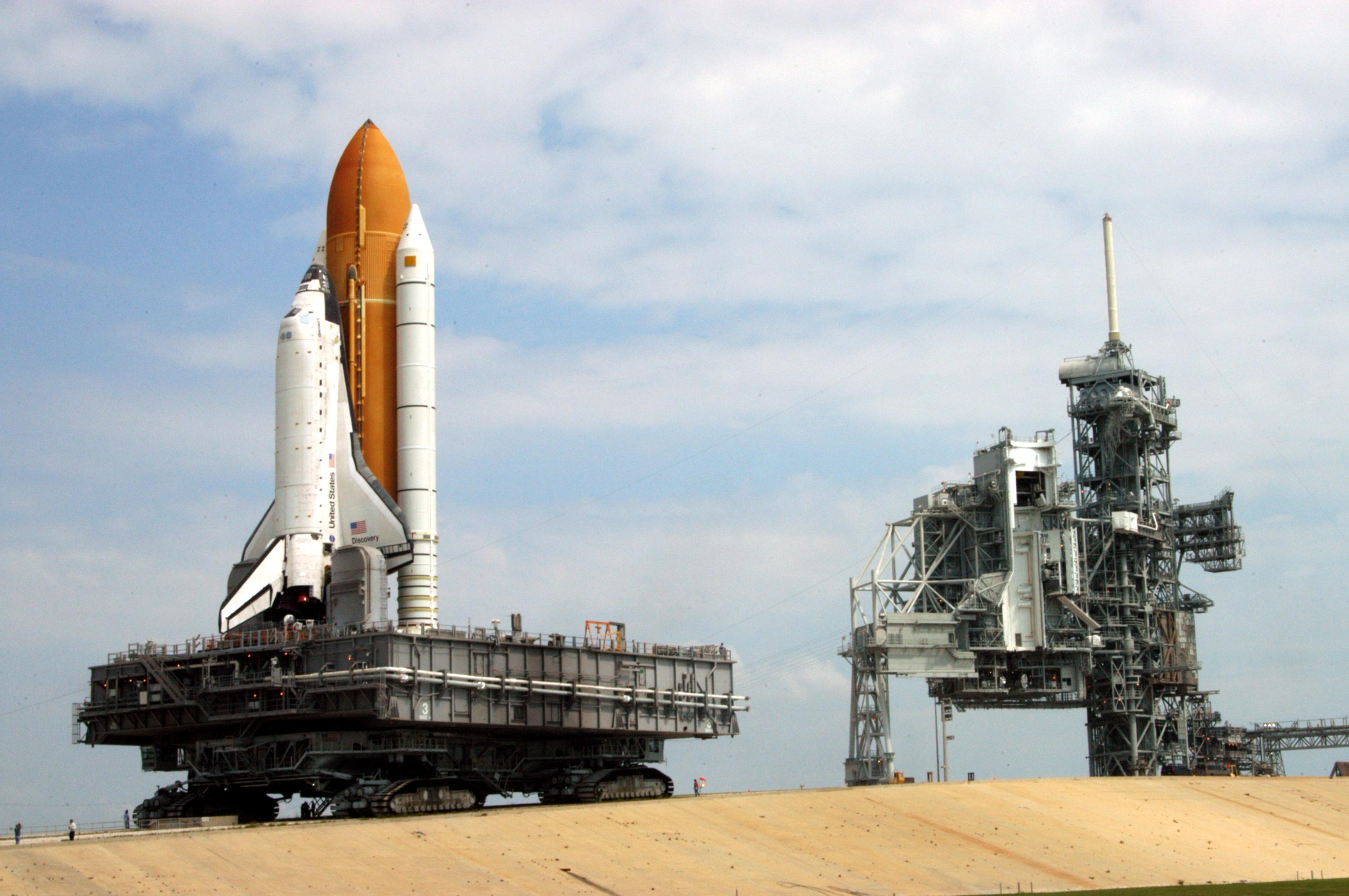
Гусеничный транспортёр НАСА перевозит шаттл «Дискавери» к стартовой площадке.
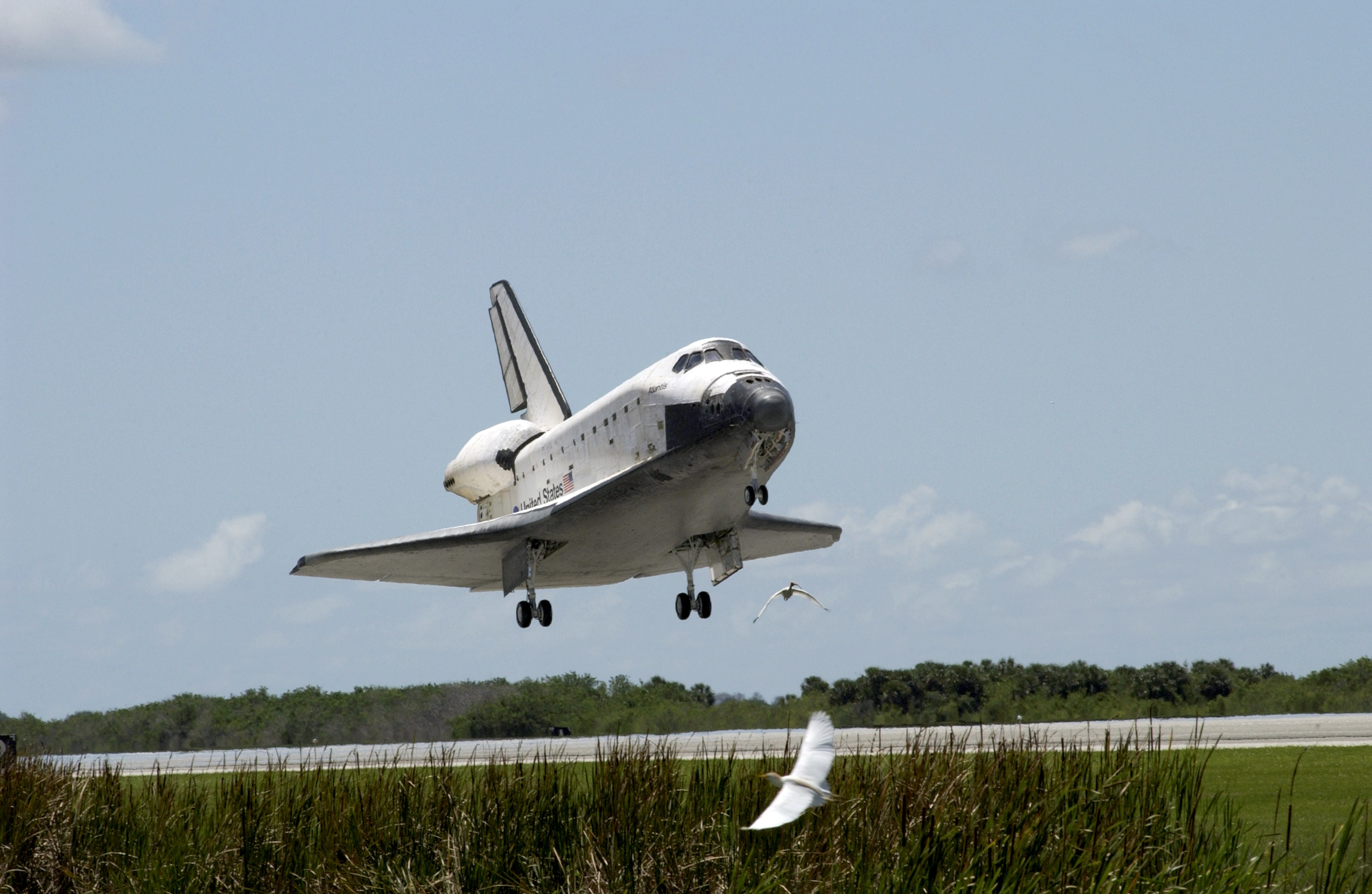
Посадка шаттла «Атлантис».
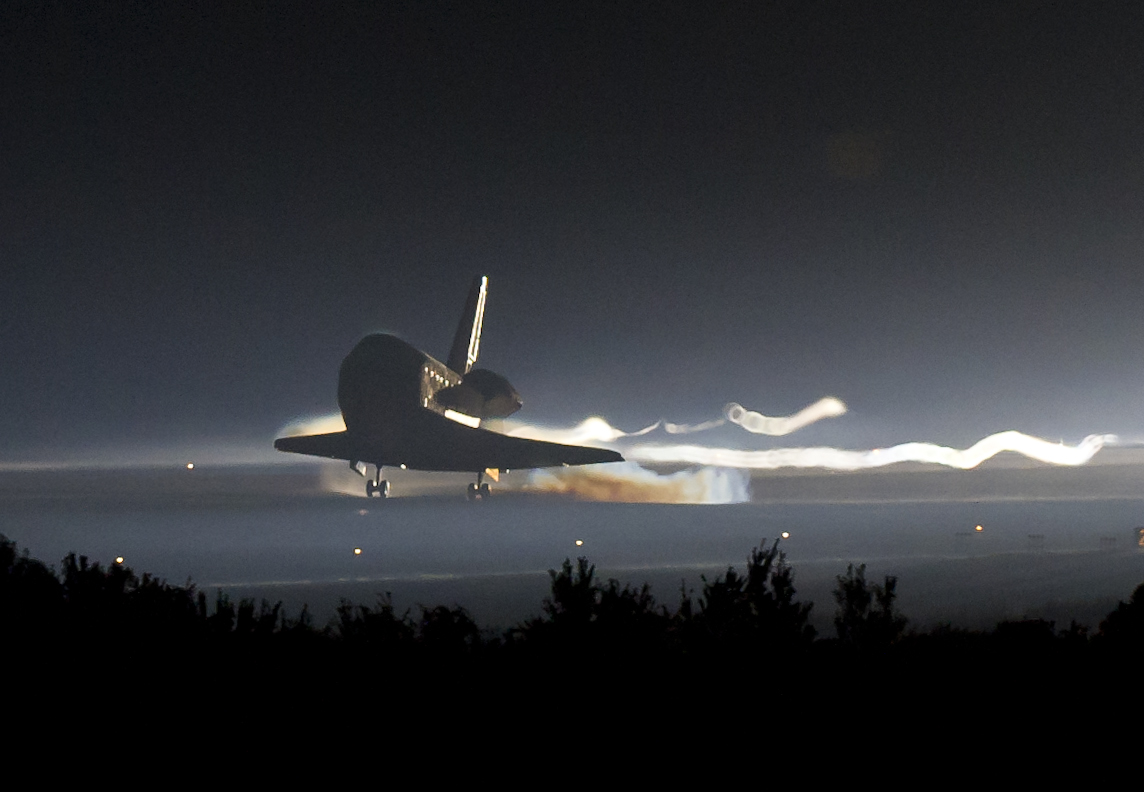
Последняя посадка шаттла «Атлантис»